# Thomas Edward Collcutt
Thomas Edward Collcutt né le 16 mars 1840 à Oxford et mort le 7 octobre 1924 à Southampton, est un architecte anglais de l’époque victorienne qui conçoit plusieurs bâtiments importants à Londres, dont l’hôtel Savoy, le Lloyd's Register of Shipping et le Palace Theatre.

## Biographie

### Enfance et formation
Thomas Edward Collcutt naît le 16 mars 1840 à Oxford, en Angleterre, du mariage de James Collcutt, serviteur au St John's College, et d'Emma, née Blake. Il fréquente l'école diocésaine d'Oxford.
il est l'apprenti de l'architecte londonien RE Armstrong, puis employé par Miles and Murgatroyd. 

### Carrière
Thomas Edward Collcutt commence à travailler dans l'établissement de George Edmund Street, avec Richard Norman Shaw, avant de créer son propre cabinet en 1873 et d'obtenir une reconnaissance, remportant le concours de l'hôtel de ville de Wakefield en 1877, le grand prix d'architecture de l'Exposition internationale de Paris en 1889 et la médaille d'or royale en 1902. Membre de l'Institut royal des architectes britanniques, il en est le président de 1906 à 1908. Il est membre de la Société centrale d'architecture de Belgique et de la Société des artistes français.
Son bâtiment le plus important à Londres est l'Institut impérial (1887–1893), dont il ne reste que la tour centrale, qui fait maintenant partie de l'Imperial College. En 1899, Collcutt conçoit le bâtiment du Lloyd's Register of Shipping à Londres, largement décoré de sculptures allégoriques de George Frampton et représentant l'un des principaux jalons du mouvement New Sculpture .
Pour Richard D'Oyly Carte, il conçoit l'hôtel Savoy, qui est modifié par la suite, et le Palace Theatre, Londres (1889) dans le Cambridge Circus, Charing Cross Road, qui est construit sous le nom de Royal English Opera House. Le grand opéra Ivanhoé de Arthur Sullivan est la première production dans le théâtre. Il conçoit les salles d'exposition de pianos Bechstein au 40 Wigmore Street (1889) et au Wigmore Hall (1901). Le Palace Theatre et le Wigmore Hall conservent essentiellement leurs formes originales. Tous les deux possèdent une forte ornementation en terracotta chamois clair, caractéristique du travail de Collcutt.
Il dessine également les plans de la villa Golf Cottage allée des Amazones au Touquet-Paris-Plage,.
À la fois en tant que président de la RIBA (1906-1908) et plus tard, Thomas Edward Collcutt défend notamment un projet visant à déplacer le terminus ferroviaire de la gare de Charing Cross sur la rive sud de la Tamise, ainsi qu'un autre visant à améliorer les conditions de logement des classes populaires en remplaçant les bidonvilles par des tours d'appartements de huit ou dix étages.

### Mort
Thomas Edward Collcutt meurt à Southampton le 7 octobre 1924 à l'âge de 84 ans et est inhumé au cimetière de l'église St Andrew de Totteridge (en).

## Galerie

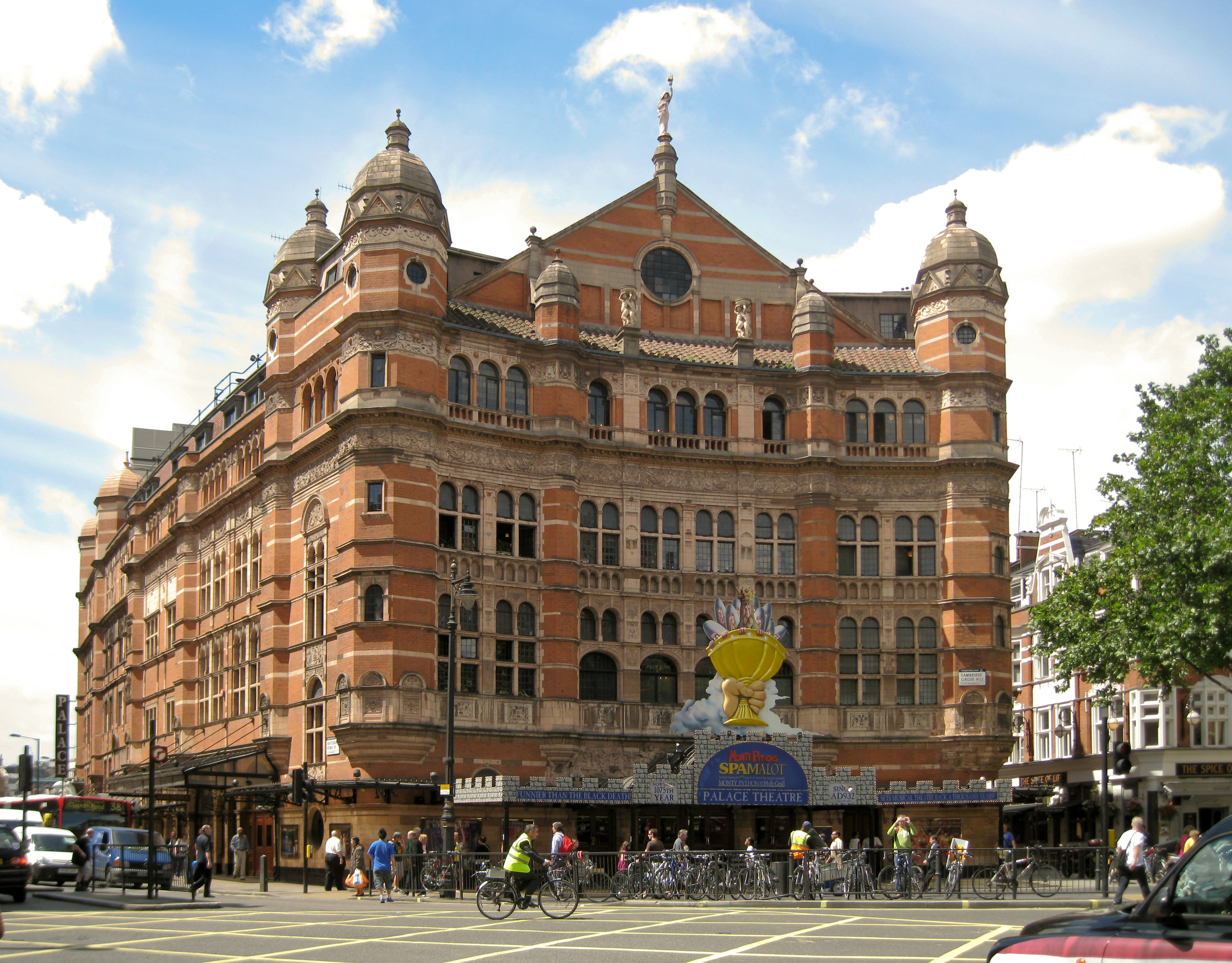
Le Palace Theatre, Londres.
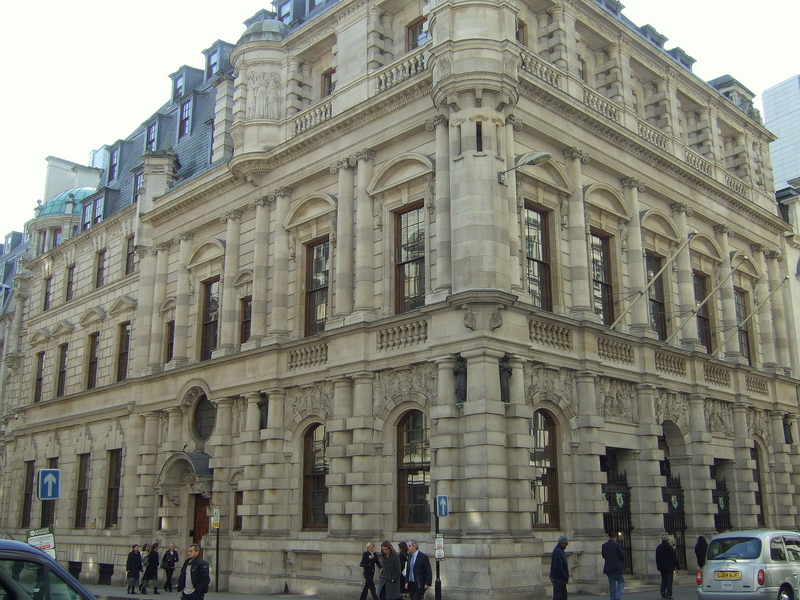
le Lloyd's Register of Shipping.
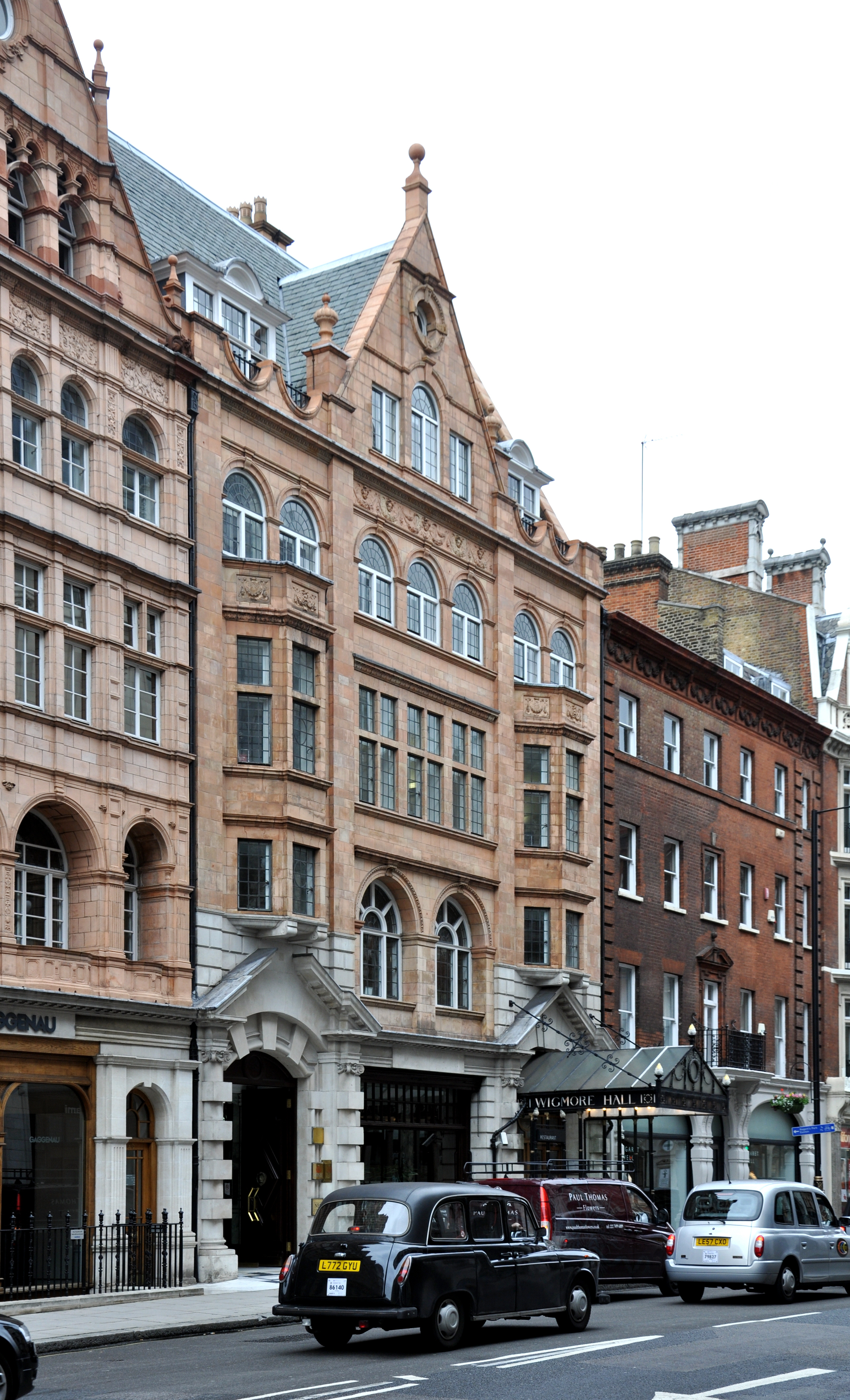
Le Wigmore Hall.
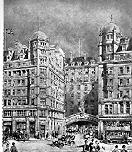
Le Savoy Hôtel en 1911.
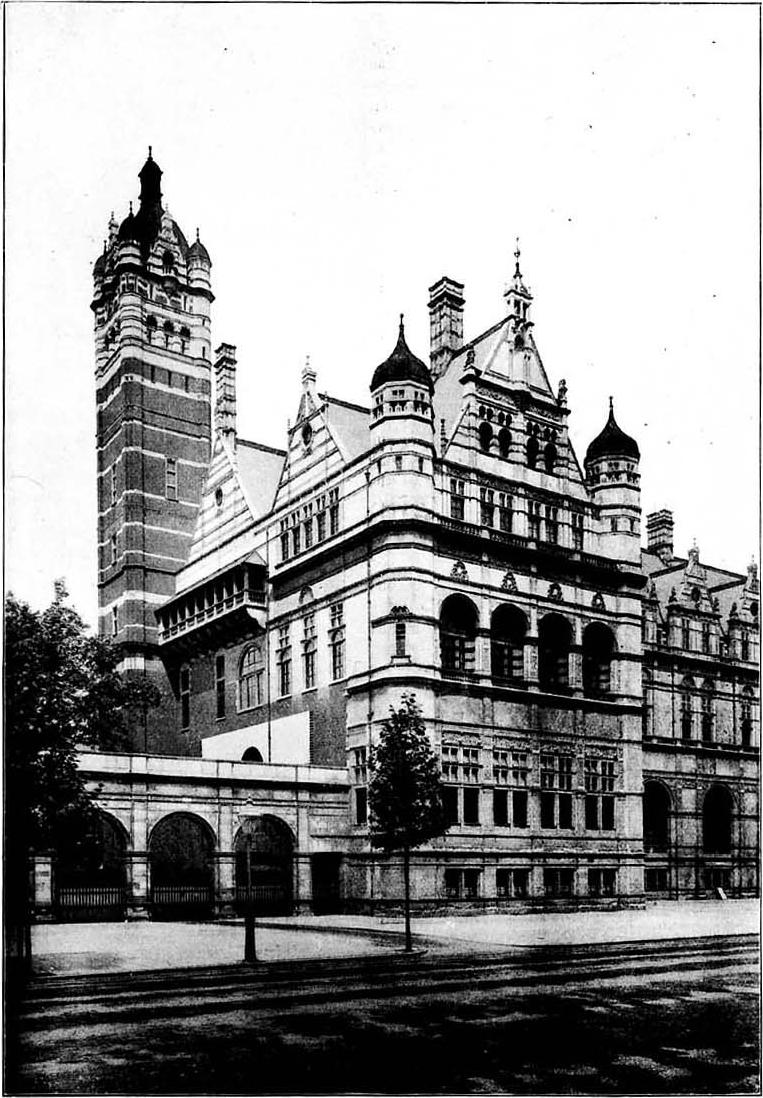
L'Institut impérial, aujourd'hui il ne reste que la tour.
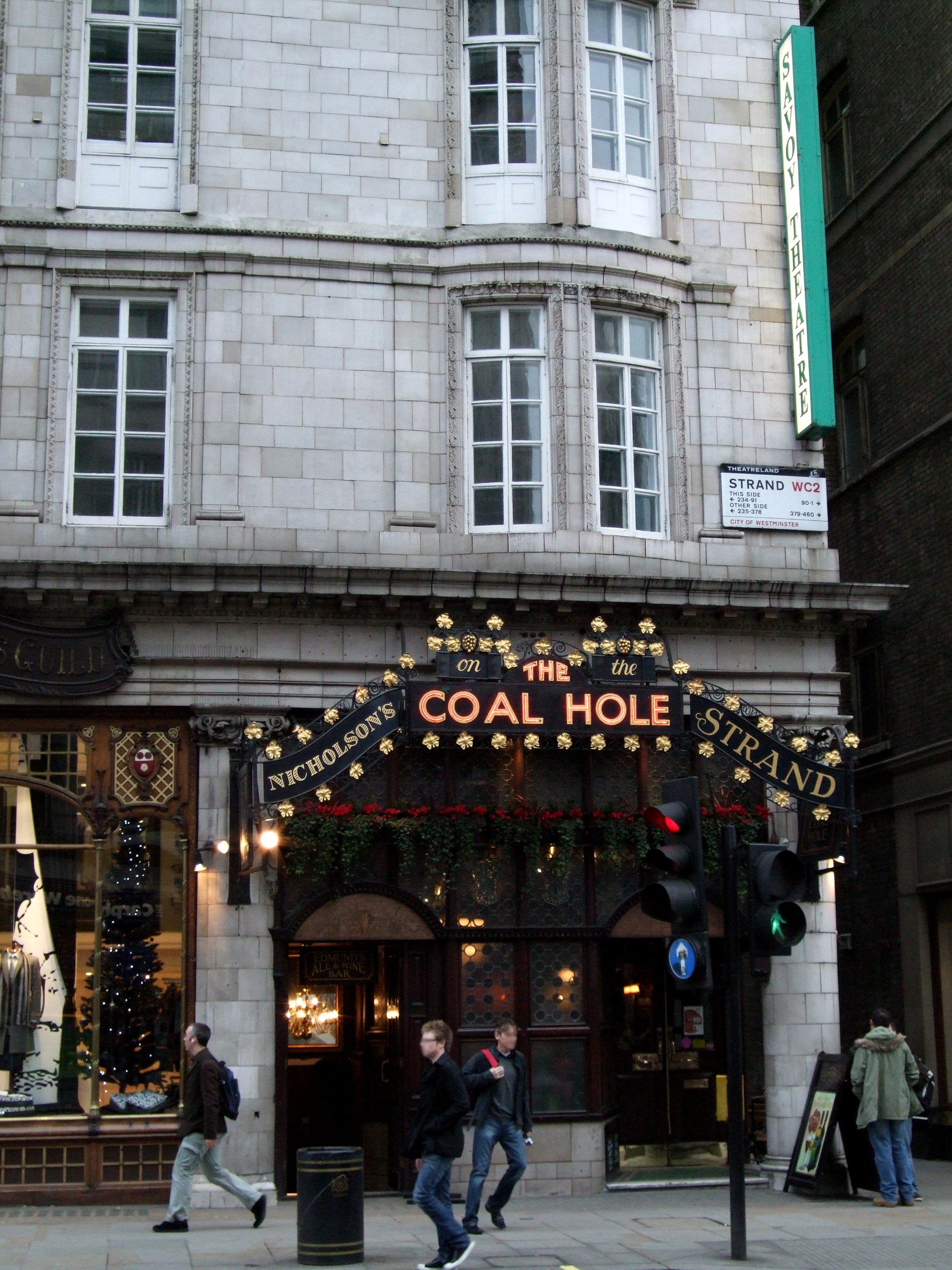
Coal Hole, Strand.
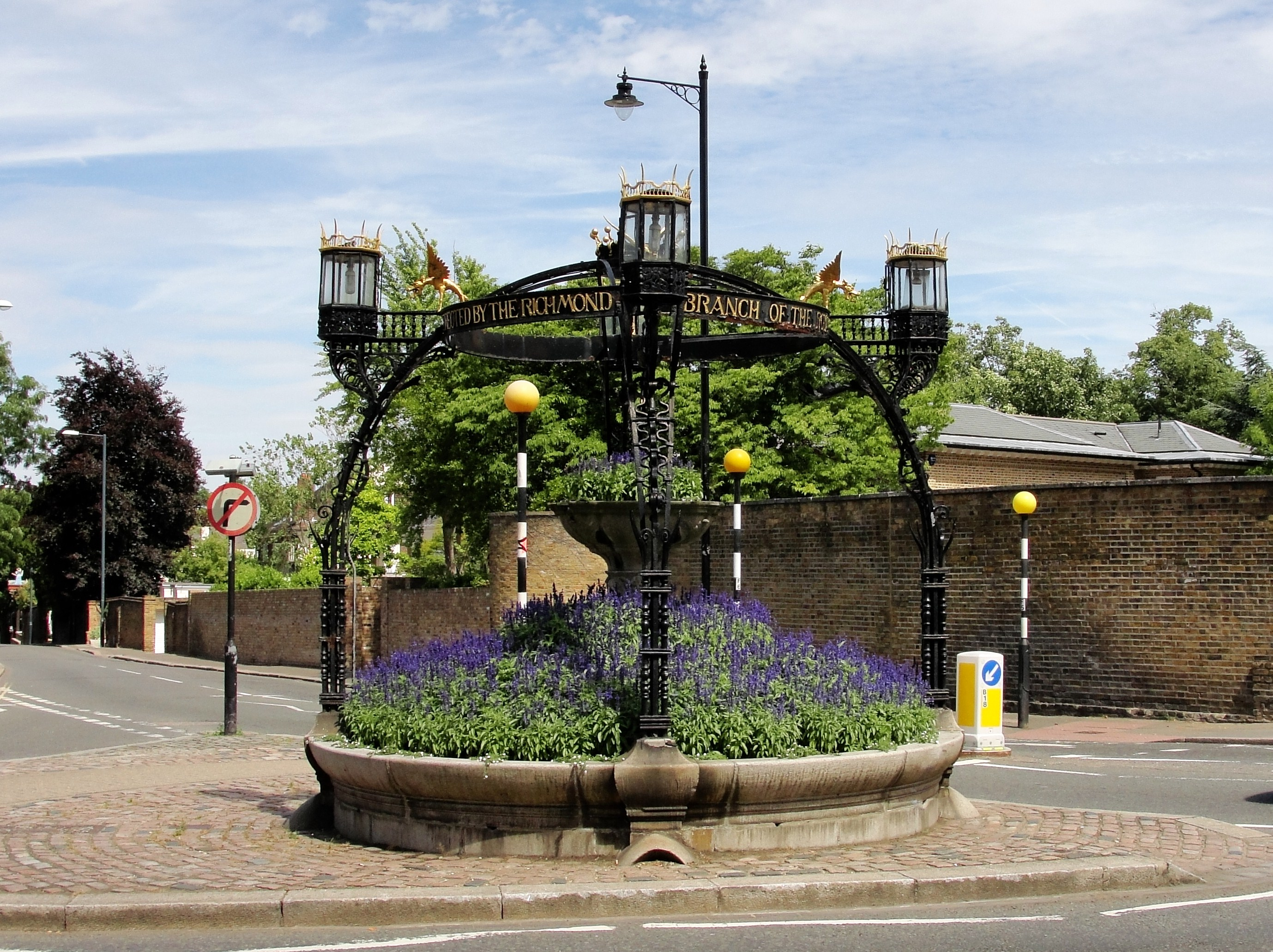
Monument à la prévention de la cruauté envers les animaux, Richmond Hill.